# Samosir
Samosir este o insulă vulcanică în lacul Toba situat în nordul insulei Sumatra, din Indonezia. Suprafața insulei Samosir este de 630 km².

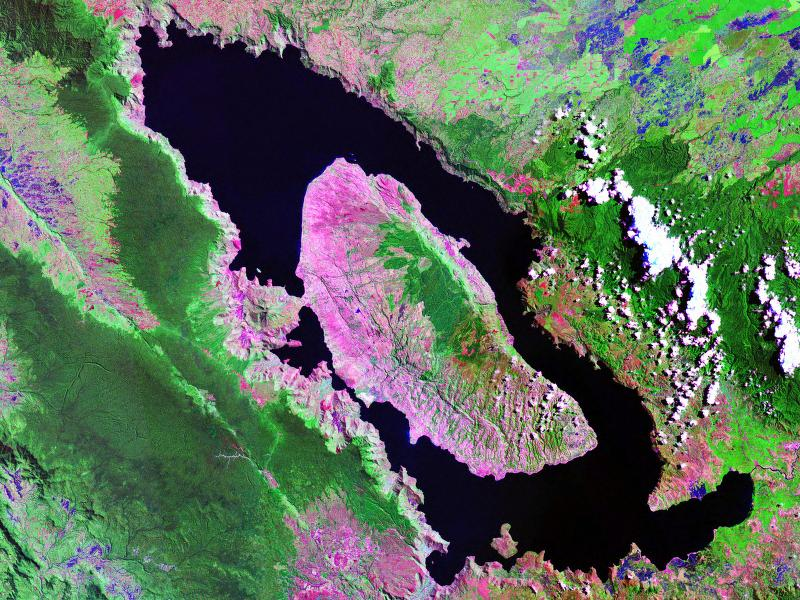
Samosir în mijkocul lacului Toba